# Spaltblättlinge
Die Spaltblättlinge (Schizophyllum) sind eine Pilzgattung aus der Familie der Spaltblättlingsverwandten. Es handelt sich um Holzbewohner, die hauptsächlich als Saprobionten, seltener als Wundparasiten leben. Weltweit sind 5 Arten beschrieben. In Europa kommt nur der Gemeine Spaltblättling (Schizophyllum commune) vor; bisweilen wird jedoch auch der Pappel-Becherrindenschwamm (Schizophyllum amplum) als sechste Art der Gattung zugeordnet.

## Merkmale

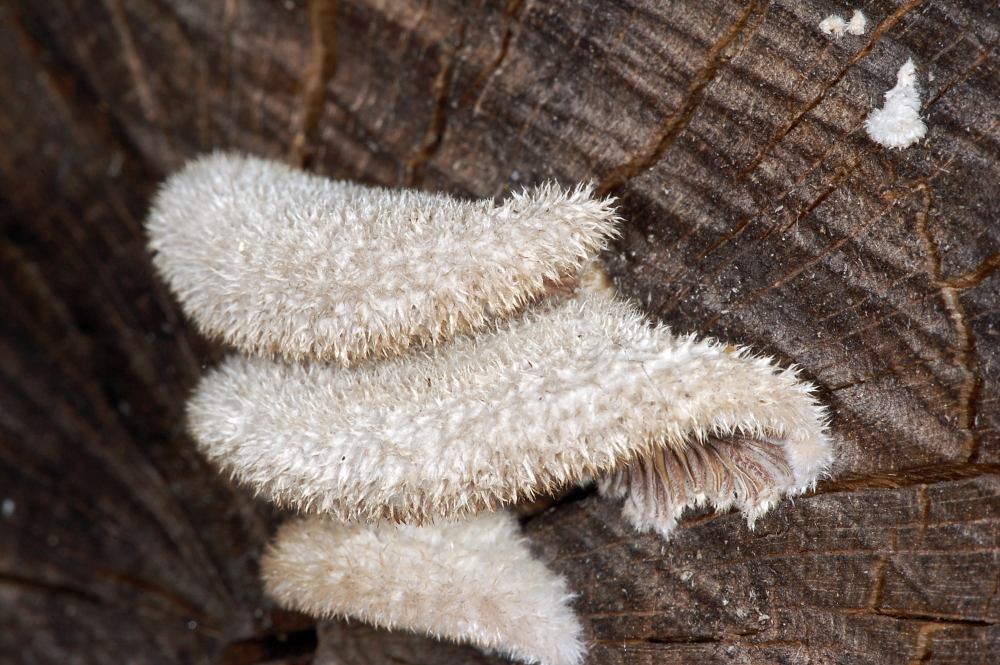
Die Oberseite der Fruchtkörper des Gemeinen Spaltblättlings ist oftmals striegelig-filzig strukturiert.

Im Querschnitt des Gemeinen Spaltblättlings ist das in 2 Schichten geteilte, lamellenartige Hymenophor gut zu erkennen.

Die Fruchtkörper der Spaltblättlinge sitzen häufig zu mehreren als 1–3 cm, selten bis zu 5 cm breite, muschelförmige Hüte an der Seite oder Unterseite des Substrats. Gelegentlich ist die Ansatzstelle zu einem stummeligen Stiel verschmälert. Die Oberseite des Hutes ist fein- bis grobfilzig und hellgrau, bei Trockenheit auch rein weiß gefärbt. Die hell fleischrosafarbene Fruchtschicht auf der Unterseite ähnelt den Lamellen von Blätterpilzen, unterscheidet sich von diesen aber durch die in jeweils 2 Schichten gespaltene Lamellen. Bei Trockenheit rollen sich die beiden Schichten ein, so dass die Sporen am Herausfallen gehindert werden. Bei feuchter Witterung dagegen liegen die beiden Schichten parallel aneinander an und die Sporen können entweichen. Die lederigen Fruchtkörper können mehrere Jahre überdauern und dabei mehrfach austrocknen, ohne Schaden zu nehmen.

## Ökologie
Die Spaltblättlinge leben als Saprobionten hauptsächlich auf Holz und selten auf anderen organischen Substraten. Teilweise treten sie als Schwächeparasiten in Erscheinung.

## Verbreitung
Der Gemeine Spaltblättling gilt als die erfolgreichste Großpilzart. Er kommt auf allen Kontinenten außer der Antarktis vor. Als Substrat dient hauptsächlich die Rotbuche, der Pilz besiedelt aber auch viele andere Holzarten und andere organische Materialien.

## Bedeutung
Der Pilz verursacht Weißfäule und kann daher als Holzzersetzer besonders an verbautem Holz beträchtlichen Schaden verursachen.
Der Pilz produziert außerdem das Beta-Glucan Schizophyllan.

### Namen
Der wissenschaftliche Name leitet sich von den griechischen Worten „σχίζειν“ (s-chizein = spalten) und „φύλλον“ (phyllon = Blatt) ab und bezieht sich, wie auch die deutsche Bezeichnung, auf die gespaltenen Lamellen.